# Abraham de Moivre
Abraham de Moivre (1667-1754) là nhà toán học người Pháp. Ông là người đã tìm ra được mối liên hệ giữa căn của số phức với lượng giác. Đó chính là phát minh công thức de Moivre